# Thomas Scully
Thomas Scully (auch Tom Scully; * 14. Januar 1990) ist ein neuseeländischer Bahn- und Straßenradrennfahrer.

## Sportliche Laufbahn
Thomas Scully gewann 2007 bei der Ozeanienmeisterschaft in der Juniorenklasse jeweils die Goldmedaille im Scratch und in der Mannschaftsverfolgung sowie die Bronzemedaille im Punktefahren. 2009 wurde er neuseeländischer Meister im Zweier-Mannschaftsfahren (Madison) zusammen mit Shane Archbold. Beim Bahnrad-Weltcup 2009/10 gewann er in Melbourne das Madison und den Scratch, und in Peking wurde er jeweils Dritter im Punktefahren, in der Mannschaftsverfolgung und im Madison. 2009 wurde er mit Jesse Sergent Ozeanienmeister im Madison, zwei Jahre später errang er bei diesem Wettbewerb zweimal Gold. 2010 wurde Scully nationaler Meister im Scratch. Bei den UCI-Bahn-Weltmeisterschaften 2014 wurde er Vize-Weltmeister im Punktefahren und gewann ebenfalls im Punktefahren das Rennen bei den Commonwealth Games. Er gewann 2013 das Rennen The Golden Wheel, ein traditionsreiches internationales Bahnrennen in London.
Auf der Straße wurde Thomas Scully 2006 neuseeländischer Meister im Einzelzeitfahren der Jugendklasse. Im Jahr darauf gewann er bei der Ozeanienmeisterschaft in Invercargill die Bronzemedaille im Straßenrennen der Juniorenklasse. Ab 2013 fuhr Scully verstärkt Straßenrennen. In diesem Jahr entschied er den Prolog der Tour de Normandie für sich und jeweils eine Etappe der Boucles de la Mayenne (2016) sowie der Route du Sud (2017). 2019 wurde er Dritter der nationalen Straßenmeisterschaft.

## Erfolge

### Straße
2006
- Neuseeländischer Meister – Einzelzeitfahren (Jugend)

2007
- Ozeanienmeisterschaft – Straßenrennen (Junioren)

2013
- Prolog Tour de Normandie

2016
- eine Etappe Boucles de la Mayenne

2017
- eine Etappe Route du Sud

### Bahn
2007
- Ozeanienmeister – Mannschaftsverfolgung (Junioren) mit Chad Adair, Jason Christie und Simon Honour
- Ozeanienmeisterschaft – Punktefahren (Junioren)
- Ozeanienmeister – Scratch (Junioren)

2009
- Neuseeländischer Meister – Madison mit Shane Archbold
- Weltcup Melbourne – Madison mit Marc Ryan
- Weltcup Melbourne – Scratch
- Ozeanienmeister – Madison (mit Jesse Sergent)

2010
- Neuseeländischer Meister – Scratch

2011
- Ozeanienmeister – Punktefahren
- Ozeanienmeister – Madison mit Jason Allen

2012
- Neuseeländischer Meister – Punktefahren

2014
- Weltmeisterschaft – Punktefahren
- Commonwealth Games – Punktefahren

## Grand-Tour-Platzierungen
| Grand Tour            | 2017 | 2018 | 2019 | 2020 | 2021 | 2022 | 2023 |
| --------------------- | ---- | ---- | ---- | ---- | ---- | ---- | ---- |
| Giro d’ItaliaGiro     | –    | DNF  | –    | –    | –    | –    | –    |
| Tour de FranceTour    | –    | 129  | 135  | –    | –    | –    | –    |
| Vuelta a EspañaVuelta | 153  | –    | –    | –    | 125  | –    | –    |